# Njombe
Njombe – miasto w południowej Tanzanii, stolica regionu Njombe. Według danych na rok 2012 liczyło 64 122 mieszkańców.